# Felix-Wankel-Tierschutz-Forschungspreis
Der Felix-Wankel-Tierschutz-Forschungspreis ist ein Wissenschaftspreis, der durch die Ludwig-Maximilians-Universität München verliehen wird.

## Geschichte
Der Tierschutzforschungspreis wurde von Felix Wankel 1971 gestiftet und 1972 erstmals vergeben. Von 1972 bis 1983 wurden 22 Preise und 20 Anerkennungen verliehen. Das ursprüngliche Kuratorium wählte 1984 zum letzten Mal die Arbeiten für die Preise und Anerkennungen aus. Im Jahr 1985 übernahm die Ludwig-Maximilian-Universität München die Preisvergabe. In dem Jahr wurden nur Anerkennungen verliehen. Anerkennungen waren mit 3.000 DM (Einzelpersonen) oder 5.000 DM (Gruppen) dotiert. Von 1985 bis 2003 war der Preis inklusive Anerkennungen auf maximal 50.000 DM bzw. 41.000 Euro limitiert.

## Preis
Ausgezeichnet werden wissenschaftliche Arbeiten im Rahmen des Tierschutzes (z. B. Einschränkung von Tierversuchen, Unterbringung von Versuchs-, Heim- und Nutztieren, Grundlagenforschung im Tierschutz). Seit 2003 ist der Preis mit maximal 30.000 Euro dotiert (Stand 2015) und kann auf mehrere Preisträger aufgeteilt werden. Die Verwendung des Preisgeldes ist nicht an Auflagen gebunden.

## Preisträger
- 1981: Eisenhart von Loeper
- 1982: Detlef Fölsch (Weidach/Schweiz), Eberhard von Hagen (Eddigehausen), Dieter Walz (Basel), J.E. Schulz (Tübingen), A. Stolba (Schweiz), Hans Oester (Schweiz), Paul Lutz (Wien), Michael Rist (Zürich)
- 1983: Franz Steck, Universität Bern, Mary Dawson (1922–1995), University of Strathclyde, Glasgow, Oliver Kempski und Alexander Baethmann, Institut für Chirurgische Forschung, Ludwig-Maximilians-Universität München, Jim Mason und Peter Singer, Animal Welfare Institute, Washington. Zusätzlich wurden drei Anerkennungen vergeben.
- 1984: Hans-Joachim Wormuth, Bundesgesundheitsamt Berlin, Erwin Eder, Universität Würzburg, Ernst Kuwert, Essen. Anerkennungen gingen an: Per Jensen, Universität Skàra, Schweden, Heiner Sommer, Universität Bonn.
- 1985: Anerkennungen wurden vergeben an: Bernd Zimmermann, Bundesgesundheitsamt Berlin, Bruno Graf, Weihenstephan bei München, Ronald Kilgour, Rhakura, Animal Research Station, Hamilton, Neuseeland
- 1986: Rudolf Rott, Universität Gießen, Dieter Hülser und Mitarbeiter, Universität Stuttgart, Friedrich Wiebel, Gesellschaft für Strahlen- und Umweltforschung, München. Eine Anerkennung ging an: Christina Holzer-Dorf und Peter Gloor, Forschungsanstalt für Betriebswirtschaft und Landtechnik, Tänikon/Schweiz
- 1987: Karel Hàla, Institut für Allgemeine und Experimentelle Pathologie, Universität Innsbruck. Eine Anerkennung ging an: Klaus Militzer, Zentrales Tierlaboratorium für experimentelle Medizin am Universitätsklinikum Essen
- 1988: John Trethewey, Barry Fisher und Duncan Smith, The Wellcome Foundation Ltd., Dartford
- 1989: Ulrich E. Mayr, Institut für Tierernährung, Univ. Hohenheim; Ingvar Ekesbo, Faculty of Veterinary Medicine, Swedish University of Agricultural Science, Skàra; Bernhard Urbaschek, Institut für Medizinische Mikrobiologie und Hygiene, Klinikum Mannheim der Univ. Heidelberg
- 1990: Leonhard Schweiberer, Florian Eitel, Heimo Duswald, Birgit Ruhland, Stefan Deiler, Karl-Georg Kanz, alle Chirurgische Klinik Innenstadt, Universität München
- 1991: Sabine Steinmeyer, Renate Schoen, Gerhard Terplan, Ludwig-Maximilians-Universität München; Ronald Kaminsky und Erich Zweygarth
- 1992: Dorit Feddersen-Petersen, Universität Kiel
- 1993: Andreas Grauer und die Co-Autoren Friedhelm Raue, Hans H. Reinel, Hans-Gerhard Schneider, Juliane Schroth, Antal Kabay, Peter Brügger und Reinhard Ziegler, Universität Heidelberg
- 1994: Markus Stauffacher, ETH Zürich; Peter B. Noble, McGill University, Kanada, Kurt S. Zänker, Peter Friedl, Universität Witten/Herdecke
- 1995: keine Preisverleihung aufgrund von akademischer Feier
- 1996: Augustinus Bader, Armin Kern, Erich Knop, Medizinische Hochschule Hannover, Preis: gemeinsam DM 20.000; Fritz Boege, Tobias Straub, Albrecht Kehr, Charlotte Boesenberg, Kent Christiansen, Anni Andersen, Franz Jakob, Josef Köhrle, Julius-Maximilians-Universität Würzburg, Preis: gemeinsam DM 20.000
- 1997: Christian Winter, Universität Frankfurt/Main, Christian Kuck, Rosenheim; Karin Kunzi-Rapp und Angelika Rück, Institut für Lasertechnologien in der Medizin und Meßtechnik Ulm
- 1998: Henning Wiesner, Tierpark Hellabrunn; München; Eberhard P. Hofer, Christoph Ament, Jürgen Heeks, Universität Ulm
- 1999: Michael André
- 2000: Johannes Caspar, Universität Hamburg; Karin Müller-Decker, Deutsches Krebsforschungszentrum, Heidelberg; Christos C. Zouboulis, Freie Universität Berlin
- 2001: Anna M. Wobus, Institut für Pflanzengenetik und Kulturpflanzenforschung
- 2002: Coenraad F.M. Hendriksen, Rijksinstituut voor Volksgezondheid en Milieu in Bilthoven/Niederlande und Klaus Cußler vom Paul-Ehrlich-Institut in Langen; Thomas Bartels, Universität Bern; Kay Brune, Universität Erlangen-Nürnberg
- 2003: Walter Neupert, Ludwig-Maximilians-Universität München
- 2004: Jean-Marie Buerstedde, GSF – Forschungszentrum für Umwelt und Gesundheit, Neuherberg bei München
- 2007: Kristin Schirmer, Department für Zelltoxikologie am Helmholtz-Zentrum für Umweltforschung – UFZ in Leipzig und Jürgen Biederer, Klinik für Diagnostische Radiologie des Universitätsklinikums Schleswig-Holstein, Campus Kiel
- 2009: Hanno Würbel, Professor für Tierschutz und Ethologie, Justus-Liebig-Universität Gießen
- 2011: Vera Baumans, Professorin für Labortierkunde am Karolinska-Institut, Stockholm
- 2013: Marcel Leist, Leiter des Zentrums für Alternativen zum Tierversuch in Europa (CAAT-Europe) an der Universität Tübingen und Stephan Reichl, Arbeitsgruppenleiter am Institut für Pharmazeutische Technologie der TU Braunschweig
- 2015: Maria-Elisabeth Krautwald-Junghanns, Professorin für Vogel- und Reptilienmedizin, Universität Leipzig
- 2017: Volkhard Kempf, Direktor des Instituts für Medizinische Mikrobiologie und Krankenhaushygiene am Universitätsklinikum Frankfurt
- 2019: Dorothea Döring, Lehrstuhl für Tierschutz, Verhaltenskunde, Tierhygiene und Tierhaltung, Tierärztliche Fakultät der Ludwig-Maximilians-Universität München
- 2021: Rupert Palme, Institut für Physiologie, Pathophysiologie und Biophysik der Veterinärmedizinischen Universität Wien
- 2023: Nicole Kemper, Stiftung Tierärztliche Hochschule Hannover
- 2025: Christine Baumgartner, Thomas Fenzl und Benjamin Schusser, Technische Universität München[1]